# Волкобой, Пётр Миронович
Пётр Миронович Волкобой (1859—1918) — генерал-лейтенант, герой русско-японской войны.

## Биография
Происходил из украинских крестьян Полтавской губернии, родился 26 июня 1859 года. Образование получил в Лубенской классической гимназии, по окончании которой 30 марта 1878 года был зачислен в Чугуевское пехотное юнкерское училище. Выпущен прапорщиком 14 ноября 1881 года в 130-й пехотный Херсонский полк. Далее последовательно получил чины подпоручика (30 августа 1884 года), поручика (30 августа 1888 года), штабс-капитана (6 мая 1900 года) и капитана (6 мая 1901 года).
Во время русско-японской войны служил в 21-м Восточно-Сибирском стрелковом полку. За боевые отличия в 1905 году был произведён в подполковники (со старшинством от 14 июля 1904 года). Высочайшим приказом от 1 ноября 1905 года награждён орденом св. Георгия 4-й степени
За то, что занимая 18 июля 1904 года тактическую ключевую позицию и несмотря на бешеные атаки противника в превосходных силах, будучи обойден в обоих флангов, своим личным мужеством, спокойствием и неустрашимой храбростью действовал в высшей степени ободряющим образом на подчинённые ему нижние чины, чем способствовал отбитию всех атак японцев на занимаемую им гору.
Во время этих боёв Волкобой был контужен.
По окончании военных действий Волкобой служил в 131-м пехотном Тираспольском полку, где 21 ноября 1906 года произведён в полковники. 16 февраля 1907 года удостоен золотого оружия с надписью «За храбрость».
3 октября 1907 года Волкобой был назначен командиром Башкадыкларского резервного батальона. С 29 апреля 1910 года командовал 147-м пехотным Самарским полком. 15 апреля 1914 года произведён в генерал-майоры (со старшинством от 21 ноября 1910 года).
При объявлении мобилизации по случаю Первой мировой войны Волкобой 19 июля 1914 года был назначен начальником 1-й Финляндской стрелковой бригады, во главе которой в рядах 22-го армейского корпуса убыл на фронт. 24 сентября 1914 года переведён на должность начальника в 3-ю Финляндскую стрелковую бригаду.
Во время Первой мировой войны Волкобой находился боях в Восточной Пруссии, на Карпатах и в Галиции. 12 мая 1915 года его бригада была переформирована в дивизию. За отличия в боях при Журавине и на Стрыпе Волкобой 13 ноября 1915 года был произведён в генерал-лейтенанты (со старшинством от 14 февраля 1915 года). 22 апреля 1917 года он был назначен командиром 44-го армейского корпуса, который с мая находился на Украине. В октябре 1917 года начал украинизацию корпуса, а после Октябрьской революции поступил на службу в армию Украинской народной республики и затем Украинской державы. С 17 апреля 1918 года состоял начальником Харьковского (затем переименованного в 7-й) корпуса армии УНР. 24 сентября 1918 года получил чин Генерального значкового (старшинство в чине установлено с 14 февраля 1915 года, то есть с чина генерал-лейтенанта Русской императорской армии).
Скончался в Киеве 15 октября 1918 года от астмы.

## Награды
Среди прочих наград Волкобой имел ордена
- Орден Святого Георгия 4-й степени (1 ноября 1905 года)
- Орден Святого Владимира 2-й степени с мечами (6 декабря 1915 года)
- Орден Святой Анны 1-й степени с мечами (26 мая 1915 года)
- Орден Святого Станислава 1-й степени с мечами (26 мая 1915 год)
- Орден Святого Станислава 2-й степени с мечами (1905 год)
- Орден Святой Анны 2-й степени с мечами (1905 год)
- Орден Святого Владимира 3-й степени (1909 год)
  - мечи к ордену Святого Владимира 3-й степени (12 августа 1915 года)
- Орден Святого Владимира 4-й степени с мечами и бантом (1905 год)
- Золотое оружие с надписью «За храбрость» (16 февраля 1907 года)